# Castelo de Saint-Jory
O Château de Saint-Jory é um castelo do século XVI na comuna de Saint-Jory no departamento Haute-Garonne, na França.
Uma propriedade privada, está classificado desde 1927 como monumento histórico pelo Ministério da Cultura da França.